# Steven Balbus
Steven Andrew Balbus (Filadélfia, 23 de novembro de 1953) é um astrofísico estadunidense.

## Vida
Balbus estudou no Instituto de Tecnologia de Massachusetts (MIT), com bacharelato em matemática e física em 1975 e doutorado em física em 1981 no Instituto de Tecnologia da Califórnia. No pós-doutorado esteve no MIT e na Universidade de Princeton. Em 1995 foi para a Universidade de Virgínia, onde foi em 1987 professor assistente e em 1997 professor de astronomia. Foi durante nove anos professor da Escola Normal Superior de Paris e em 2012 Professor Saviliano de Astronomia na Universidade de Oxford.
Em 2013 recebeu com John Frederick Hawley o Prêmio Shaw de Astronomia.
Foi eleito membro da Royal Society em 2016.

## Obras
- Balbus, Hawley Instability, turbulence, and enhanced transport in accretion disks, Reviews of Modern Physics, Volume 70, 1998, p. 1-53